# Mimela aenigma
Mimela aenigma är en skalbaggsart som beskrevs av Gilbert John Arrow 1917. Mimela aenigma ingår i släktet Mimela och familjen Rutelidae. Inga underarter finns listade i Catalogue of Life.